# La città in controluce
La città in controluce (Naked City) è una serie televisiva statunitense in 138 episodi trasmessi per la prima volta nel corso di 4 stagioni dal 1958 al 1963. È tratta dal film del 1948 La città nuda di cui imita il format semidocumentaristico.

## Trama
New York. La serie è incentrata sulle imprese dei detective del 65º distretto del NYPD (in particolare del detective Jimmy Halloran e del tenente Dan Muldoon, gli stessi personaggi del film del 1948), ma le storie si concentrano in larga parte più sui criminali e sulle vittime, spesso interpretati da guest star.

## Personaggi
- detective Frank Arcaro (136 episodi, 1958-1963), interpretato da	Harry Bellaver.
- tenente Michael 'Mike' Parker (112 episodi, 1958-1963), interpretato da	Horace McMahon.
- narratore (103 episodi, 1959-1963), interpretato da	Lawrence Dobkin.
- detective Adam Flint (99 episodi, 1960-1963), interpretato da	Paul Burke.
- Libby Kingston (51 episodi, 1960-1963), interpretata da	Nancy Malone.
- detective James 'Jimmy' Halloran (39 episodi, 1958-1959), interpretato da	James Franciscus.
- narratore (36 episodi, 1958-1959), interpretato da	Herbert B. Leonard.
- tenente Dan Muldoon (25 episodi, 1958-1959), interpretato da	John McIntire.
- sergente (19 episodi, 1958-1963), interpretato da	Jimmy Little.
- detective Dutton (10 episodi, 1958-1961), interpretato da	Richard Kronold.
- Doc Nearing (9 episodi, 1958-1963), interpretato da	House Jameson.
- Janet Halloran (9 episodi, 1958-1959), interpretata da	Suzanne Storrs.
- Freddie  (8 episodi, 1961-1962), interpretato da	William Cottrell.
- Alfy Tiloff (6 episodi, 1959-1963), interpretato da	Jack Klugman.
- Barney Peters (6 episodi, 1959-1963), interpretato da	Nehemiah Persoff.
- Al Buxley (6 episodi, 1960-1963), interpretato da	Roger C. Carmel.
- Alberto Russo (6 episodi, 1958-1963), interpretato da	Leonardo Cimino.
- Al Lacey (6 episodi, 1958-1963), interpretato da	Johnny Seven.
- Bookie (6 episodi, 1959-1963), interpretato da	Al Lewis.
- Debbie Halloran (6 episodi, 1958-1959), interpretata da	Alison Marshall.
- Elsie Knauf (5 episodi, 1958-1962), interpretata da	Jan Miner.
- Bixie (5 episodi, 1961-1962), interpretata da	Sally Gracie.

## Guest star
Tra le numerose guest star che hanno partecipato alla serie si segnalano: Rip Torn, Tuesday Weld, Jack Klugman, Peter Falk, Robert Duvall, Carroll O'Connor, Jean Stapleton, Suzanne Pleshette, George Segal, Martin Sheen, Robert Redford, Sylvia Miles, Jon Voight, Sandy Dennis, William Shatner, Christopher Walken, Dustin Hoffman, Kim Hunter, Eileen Heckart, Nehemiah Persoff, Betty Field, Luther Adler, Geraldine Fitzgerald, Jan Sterling, Mildred Natwick, Walter Matthau, Viveca Lindfors, Claude Rains, Jack Warden, Eli Wallach, Burgess Meredith, Mickey Rooney, George C. Scott, Aldo Ray, Laurie Heineman e Sanford Meisner.

## Produzione
La serie, ideata da Stirling Silliphant, fu prodotta da Screen Gems Television e Shelle Productions e girata  a New York. Le musiche furono composte da Ned Washington e Billy May e Nelson Riddle.
Lo sceneggiatore principale della serie, Stirling Silliphant, impostò gli episodi sul format del dramma intelligente con elementi di commedia e pathos e lo spettacolo conseguì un significativo successo di critica che portò gli attori cinematografici e televisivi del periodo a cercare ruoli da guest star. Oltre a Silliphant, che vinse un Academy Award per la sua sceneggiatura di La calda notte dell'ispettore Tibbs (1967), tra gli sceneggiatori sono inclusi Howard Rodman e  Arnold Manoff (con lo pseudonimo di "Joel Carpenter").
Molte scene furono girate nel Bronx vicino agli studios della Biograph, dove si produceva la serie, nel Greenwich Village e in altri quartieri di Manhattan. L'esterno della "Precinct 65" era il Midtown Nord Precinct alla 54ª strada, tra la ottava e la nona Avenue.
A metà della stagione, McIntire lasciò la serie a causa del suo desiderio di lasciare New York e tornare al suo ranch nel Montana. La sua partenza fu giustificata con la morte del suo personaggio nel corso di un inseguimento nella scena di apertura dell'episodio del 17 marzo 1959 The Bumper. Fu poi introdotto Horace McMahon nello stesso episodio come suo sostituto nel ruolo del tenente Mike Parker.
Naked City fu cancellata dalla ABC alla fine della stagione 1958-1959. Uno degli sponsor (la Brown & Williamson), insieme con il personale di produzione, esercitò pressioni sulla rete per far ripartire la serie con episodi di un'ora e lo spettacolo ridebuttò nel 1960. La versione del 1960 vedeva Paul Burke nel ruolo del detective Adam Flint, un poliziotto sensibile sulla trentina, mentre Nancy Malone appariva nel ruolo della fidanzata aspirante attrice, Libby.

### Registi
Tra i registi della serie sono accreditati:
- Stuart Rosenberg (17 episodi, 1958-1963)
- John Brahm (15 episodi, 1959-1962)
- William A. Graham (11 episodi, 1961-1963)
- David Lowell Rich (9 episodi, 1961-1962)
- Elliot Silverstein (8 episodi, 1961-1962)
- Robert Gist (7 episodi, 1962)
- James Sheldon (6 episodi, 1962-1963)
- William Beaudine (5 episodi, 1958)
- George Sherman (5 episodi, 1959-1963)
- Alex March (5 episodi, 1961-1962)
- Arthur Hiller (5 episodi, 1961)
- Paul Nickell (4 episodi, 1961-1962)
- Douglas Heyes (3 episodi, 1958)
- Paul Wendkos (3 episodi, 1960-1961)
- William Conrad (3 episodi, 1961)
- Ralph Senensky (3 episodi, 1963)
- Tay Garnett (2 episodi, 1960-1961)
- Buzz Kulik (2 episodi, 1960-1961)
- Lamont Johnson (2 episodi, 1960)
- Walter Grauman (2 episodi, 1962-1963)
- Irvin Kershner (2 episodi, 1962-1963)
- Denis Sanders (2 episodi, 1962)
- Paul Stanley (2 episodi, 1962)
- Robert Ellis Miller (2 episodi, 1963)

## Distribuzione
La serie fu trasmessa negli Stati Uniti dal 1958 al 1963 sulla rete televisiva ABC. In Italia è stata trasmessa con il titolo La città in controluce.
Alcune delle uscite internazionali sono state:
- negli Stati Uniti il 30 settembre 1958 (Naked City o The Naked City)
- nel Regno Unito il 2 gennaio 1962
- in Germania Ovest il marzo 1976 (Gnadenlose Stadt)
- in Italia (La città in controluce o Una città in controluce)
- in Finlandia (Alaston kaupunki)

## Episodi
| Stagione         | Episodi | Prima TV USA |
| ---------------- | ------- | ------------ |
| Prima stagione   | 39      | 1958-1959    |
| Seconda stagione | 32      | 1960-1961    |
| Terza stagione   | 33      | 1961-1962    |
| Quarta stagione  | 34      | 1962-1963    |